# Kristian Michal
Kristian Michal (* 26. listopad 2000, Belgie) je český fotbalový záložník, hráč klubu FC Slovan Liberec. Narodil se v Belgii, od tří let ale žije v České republice.

## Klubová kariéra

### Mládežnické roky
Michal je odchovancem Liberce.

### FC Slovan Liberec
Premiéru v dresu prvního týmu si odbyl v červnu 2020 v prvoligovém utkání proti Příbrami. V uvedeném ročníku pak nastoupil celkově do osmi ligových utkání, ve kterých branku nevstřelil. Odehrál také jeden zápas v rámci MOL Cupu. Nastupoval ale především za třetiligovou rezervu, za kterou v 16 ligových zápasech neskóroval.
V sezóně 2020/21 nastoupil k 5. březnu 2021 ke 4 ligovým a 2 pohárovým utkání, ve kterých branku nevstřelil. Za rezervní tým odehrál 8 zápasů, ani v nich branku nevstřelil. Dočkal se ale také premiéry v evropských pohárech, když nastoupil do závěrečných minut utkání základní skupiny Evropské ligy proti Hoffenheimu.

## Klubové statistiky
- aktuální k 5. březen 2021

| Tým                 | Sezona            | Liga   | Liga   | Pohár  | Pohár  | Evropské poháry | Evropské poháry |
| Tým                 | Sezona            | Zápasy | Branky | Zápasy | Branky | Zápasy          | Branky          |
| ------------------- | ----------------- | ------ | ------ | ------ | ------ | --------------- | --------------- |
| FC Slovan Liberec B | 2019/20 (3. liga) | 16     | 0      | -      | -      | -               | -               |
| FC Slovan Liberec B | 2020/21 (3. liga) | 8      | 0      | -      | -      | -               | -               |
| FC Slovan Liberec   | 2019/20           | 7      | 0      | 1      | 0      | -               | -               |
| FC Slovan Liberec   | 2020/21           | 4      | 0      | 2      | 0      | 1               | 0               |
| Celkem              | Celkem            | 35     | 0      | 3      | 0      | 1               | 0               |